# Menhir La Pierre Clouée

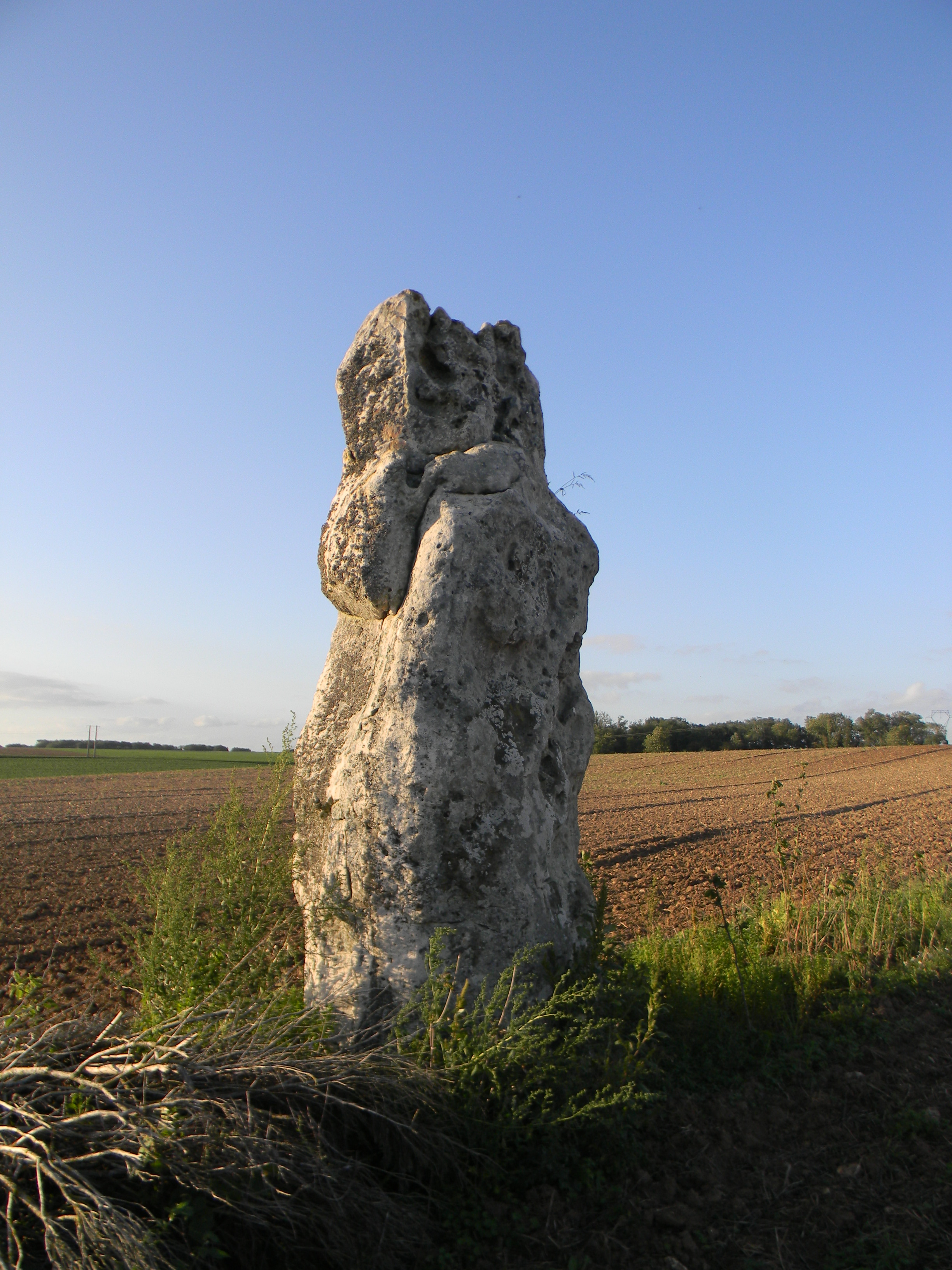
Menhir La Pierre Clouée

Der Menhir La Pierre Clouée (deutsch der Nagelstein, auch unter Pierre Fritte, Pierre Fiche, Quille du Bon Dieu bekannt) ist ein Menhir südwestlich des Weilers Villemaréchal, in Nanteau-sur-Lunain bei Nemours im Département Seine-et-Marne in Frankreich, der seit 1889 unter Denkmalschutz steht.
Der Menhir besteht aus einer 4,2 m hohen, 1,5 m breiten und 1,2 m dicken Sandsteinplatte mit rechteckigem Querschnitt an der Basis und einer Spitze.
Der Name „Pierre Clouée“ leitet sich von der verbreiteten Tradition ab, Nägel zu Votiv- oder Prophylaxezwecken in die Spalten von Menhiren zu treiben. Laut Armand Viré (1869–1951) brachten die Bauern Tiere oder Kranke in die Nähe des Steins und umrundeten ihn drei- oder siebenmal, während sie Zauberformeln sprachen. Dann schlugen sie einen Nagel in den Felsen, der an der Oberfläche abgebrochen oder umgebogen und mit Eisenkraut (Verbena officinalis) und Wolfsmilch (Euphorbia) behängt wurde.

## Legende
Nach einer älteren Überlieferung traf Saint-Georges den Satan im Tal des Lunain und schlug ihm vor, mit dem Puck um alle Seelen zu spielen, die dieser im Laufe des Tages gewonnen hatte. St. George warf den Puck in die Nähe des Steins, während der Puck des Teufels bis Paley flog, wo er als Polissoir La Roche au Diable bekannt ist. Der Teufel blieb mit seinen krummen Fingern, die als Wetzrillen erkennbar sind, im Stein hängen.